# Шаранова, Татьяна Александровна
Татьяна Александровна Шаранова (28 ноября 1946 года, Москва, СССР) — фигуристка из СССР, серебряный призёр Чемпионата СССР 1964 года, бронзовый призёр Чемпионата СССР 1967 года, участница Чемпионата мира 1967 года, Чемпионатов Европы 1964 годов и 1968 годов в парном катании.

## Биография
Фигурным катанием начала заниматься с 6 лет в школе Высшего спортивного мастерства споркомплекса «Лужники» в Москве. Первым партнёром Татьяны Шарановой был Александр Горелик. С ним она стала серебряным призёром Чемпионата СССР, дебютировала на Чемпионатах Европы и мира. Новым партнёром стал Анатолий Евдокимов. Пара стала бронзовыми призёрами Чемпионата СССР 1967 года, в этом же сезоне приняла участие в Чемпионатах Европы и мира. Мастер спорта СССР Международного класса. После окончания любительской карьеры выступала в Киевском балете на льду.

## Спортивные достижения
(с Гореликом)
| Соревнования                    | 1961—1962 | 1962—1963 | 1963—1964 |
| ------------------------------- | --------- | --------- | --------- |
| Чемпионаты мира                 |           |           | 15        |
| Чемпионаты Европы               |           |           | 7         |
| Чемпионаты СССР                 |           | 6         | 2         |
| Зимняя Спартакиада народов СССР | 3         |           |           |

(с Евдокимовым)
| Соревнования/Сезоны | 1967 | 1968 | 1969 | 1970 | 1971 |
| ------------------- | ---- | ---- | ---- | ---- | ---- |
| Чемпионаты мира     | 8    |      |      |      |      |
| Чемпионаты Европы   | 5    |      |      |      |      |
| Чемпионаты СССР     | 3    |      | 5    |      | 5    |